# پیز دی کرسیم
پیز دی کرسیم (به لاتین: Piz de Cressim) یک کوه در سوئیس است که در کانتون گراوبوندن واقع شده‌است. پیز دی کرسیم ۲٬۵۷۵ متر بالاتر از سطح دریا واقع شده‌است.